# 洛奇·埃里克森
羅傑·凱納德·「洛奇」·埃里克森（英語：Roger Kynard "Roky" Erickson，1947年7月15日—2019年5月31日），来自得克萨斯，美国歌手、写歌者、口琴和吉他演奏家。他是13th Floor Elevators的创始成员之一，并且是迷幻摇滚流派的一个先驱者。